# Гутік Олег Володимирович
Гутік Олег Володимирович — український вчений-математик, автор більше ніж 100 наукових праць з алгебри, топологічної алгебри та топології. 

## Біографія
Олег Гутік народився у Львові 1967 р.
З 1974 до 1984 року навчався у Львівській середній школі № 79. У 1984 вступив на математичний факультет Львівського державного університету імені Івана Франка, який закінчив у 1991 р. 1985—1987 р.р. проходив службу у Збройних силах Радянського Союзу.
1992—1996 р.р. — аспірант кафедри алгебри і топології Львівського державного університету імені Івана Франка (без відриву від виробництва).
10 березня 1997 р. захистив дисертацію на здобуття ступеня кандидата фізико-математичних наук на тему «Занурення топологічних інверсних напівгруп та структура їх в'язок з обмеженнями на зсуви.» під керівництвом доцента, к. ф.-м. н. Ігора Гурана у Київському національному університеті імені Тараса Шевченка.
З вересня 2003 р. — доцент кафедри геометрії і топології Львівського національного університету імені Івана Франка.
Під керівництвом Олега Володимировича захищено 4 кандидатські дисартації.
Співзвсновник наукових семінарів
- Топологія і застосування;
- Топологічна алгебра;
- Теорія полігонів та спектральні простори.

## Професійна діяльність
- Член Львівського математичного товариства
- Член Американського математичного товариства (American Mathematical Society);
- Референт Zentralblatt für Mathematik;
- Референт Mathematical Reviews;
- Заступник голови бібліотечної ради механіка-математичного факультету Львівського національного університету імені Івана Франка.

Член редколегій:
- Journal of Semigroup Theory and Applications (з 2012);
- Journal of Linear and Topological Algebra (з 2014);
- Вісник Львівського університету. Серія механіко-математична — Visnyk of the Lviv University. Series Mechanics and Mathematics.